# Nino (heilige)
Ninо (ook Christiana of Nina) (circa 296 – Bodbe, Kakheti (კახეთი) (Georgië) circa 339) (Georgisch: წმინდა ნინო Ts'minda Nino, Grieks: Άγιη Νίνω Ágia Níno) was een vroegchristelijke heilige die evangeliseerde in het koninkrijk Iberië, het huidige Georgië. Haar feestdag is op 14 januari (of 27 januari volgens de oosterse kalender). Ze is beschermheilige van Georgië en haar attribuut, het wijnstokkruis, is een symbool van de Georgisch-Orthodoxe Kerk.

## Biografie
Nino werd waarschijnlijk geboren in Cappadocië als enige dochter van een Romeins staatsburger en generaal genaamd Zabulon, en zijn vrouw Susanna (zuster van de patriarch van Jeruzalem). Ze werd opgevoed door een oude vrouw die afkomstig was uit Iberië (het huidige Georgië). 
Tijdens de christenvervolging onder keizer Diocletianus begin 4e eeuw vluchtte ze naar Georgië. Nino verzorgde er zieken en evangeliseerde er. De koning van Georgië, Mirian III van Iberië, hoorde over haar en bekeerde zich, net zoals zijn vrouw en koningin Nana eerder, tot het christendom. De inwoners van Iberië volgden niet veel later hun voorbeeld en lieten zich dopen in de rivier de Aragvi, in Mtskheta (de oude hoofdstad). Zij wordt daarom ook de apostel van Georgië genoemd. Op latere leeftijd trok ze zich terug in een dorpje Bodbe en daar is ze ook gestorven en begraven.

## Wijnstokkruis
Volgens de legende zou de Heilige Maagd Maria in 319 in een visioen aan Nino zijn verschenen en haar hebben opgedragen om als apostel naar Georgië te gaan om daar de bewoners te kerstenen. Om haar tijdens de lange en gevaarlijke tocht te beschermen diende Nino een kruis mee te nemen dat ze vervaardigde met twee wijnranken die ze met haar eigen haar had vastgebonden. Aangezien de horizontale kruisstok krom was, ontstond op die manier een houten kruis met de hangende armen, dat later bekend werd als het Sint-Ninokruis of het wijnstokkruis. Volgens de overlevering zou datzelfde kruis bewaard zijn gebleven en na lange omzwervingen uiteindelijk in het schrijn van de Sioni-kathedraal in de Georgische hoofdstad Tbilisi zijn terechtgekomen waar het nog steeds als relikwie te bewonderen is.

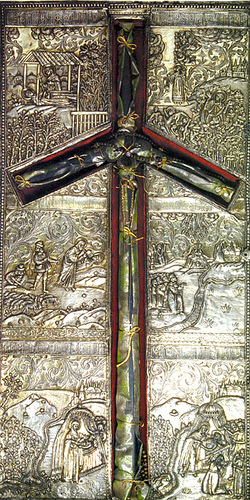
Het wijnstokkruis in het schrijn van de Sioni-kathedraal
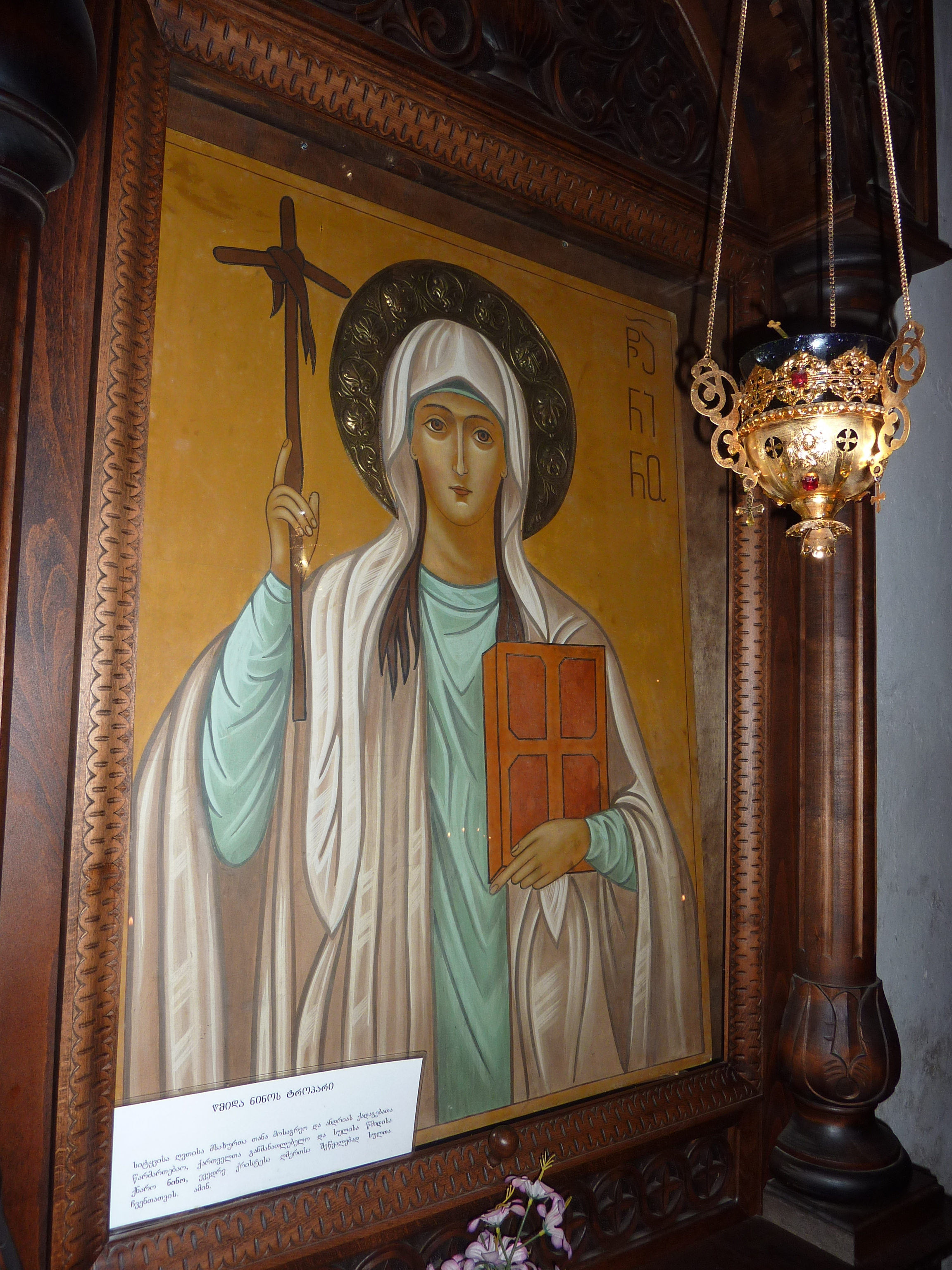
Icoon van de heilige Nino in de Svetitschoveli-kathedraal